# Gianluca Sironi
Gianluca Sironi (28 juni 1974) is een Italiaans wielrenner. In 1996 werd hij wereldkampioen tijdrijden bij de beloften. Bij de elite kon hij echter nooit aan de hoge verwachtingen voldoen. Hij behaalde geen enkele profzege.

## Belangrijkste overwinningen
1996
- Wereldkampioen tijdrijden, Beloften
- 3e etappe deel A Giro delle Regioni
- 6e etappe Giro delle Regioni
- Raiffeisen Grand Prix

## Resultaten in voornaamste wedstrijden
| Jaar | Ronde van Italië | Ronde van Frankrijk | Ronde van Spanje |
| ---- | ---------------- | ------------------- | ---------------- |
| 1997 |                  |                     |                  |
| 1998 | buiten tijd      |                     |                  |
| 1999 | 71e              |                     |                  |
| 2000 |                  |                     |                  |
| 2003 |                  |                     | 140e             |
| 2004 | 77e              |                     |                  |
| 2005 |                  |                     |                  |

| Jaar | Milaan-San Remo | Gent-Wevelgem | Ronde van Vlaanderen |
| ---- | --------------- | ------------- | -------------------- |
| 1997 | 77e             | 54e           |                      |
| 1998 |                 |               |                      |
| 1999 |                 |               |                      |
| 2000 | 123e            |               |                      |
| 2003 | 47e             |               | 93e                  |
| 2004 | 96e             |               |                      |
| 2005 |                 | 62e           | 94e                  |